# Júlio Floro
Júlio Floro (em latim: Julius Florus) foi um romano ativo no final do século I a.C. até meados do século I d.C.. Foi citado em duas epístolas de Horácio (1.3, 2.2) como o poeta que esteve em Roma na coroação de Tigranes VI (r. 59–62) como rei da Armênia pelo imperador Nero.(r. 54–68). Segundo Porfírio, era editor de extratos das obras satíricas de Quinto Ênio, Lucílio e Varrão. Deve ser o Floro que foi citado por Sêneca como aluno de Marco Pórcio Latrão e o Júlio Floro que Quintiliano alegou ser um dos melhores oradores da Gália, onde exerceu profissão. Ainda deve ter sido outro Júlio Floro, que em 22, no reinado de Tibério (r. 14–37), liderou uma revolta dos tréveros.